# Hanalaʻa
Poglavica Hanalaʻa je bio drevni havajski plemić, kralj otoka Mauija.
Čini se da je on vladao samo zapadnim Mauijem.
Spomenut je u drevnim legendama i pojanjima gdje je opisano njegovo rodoslovlje.
Njegovi roditelji su bili kralj Palena i kraljica Hikawainui (Hiʻilani-Hiʻileialialia).
Djed i baka su mu bili Limaloa-Lialea i Kauilaianapu (Kauilaʻanapa).
Prema nekim pojanjima, postojala su dvojica plemića zvana Hanalaʻa; jedan je bio Hanalaʻa Nui, a drugi Hanalaʻa Iki. (Moguće je da se tu radi o pogrešci u pojanjima.)
Kraljevi otoka Havaja iz dinastije Pili tvrdili su da potječu od Hanalaʻe. Naime, Hanalaʻa je bio predak kralja Pilikaaieje od Havaja.
Kralj Hanalaʻa je imao barem jednu suprugu – to je bila kraljica Mahuia (Mahuialani). Njihov sin je bio kralj Mauiloa.